# Endeavour (voilier)
Pour les articles homonymes, voir Endeavour.
Le HMS Endeavour ou HMB Endeavour est un trois-mâts carré britannique.
Originellement conçu pour le transport de charbon, il est racheté et reconverti en 1768 par la Royal Navy afin d'observer le transit de Vénus depuis Tahiti, puis d'explorer les mers du Sud et la mythique Terra Australis. Il fut utilisé par James Cook, lieutenant de la Royal Navy lors de sa première expédition (1768-1771).
De grands scientifiques de la Royal Society accompagnent Cook dans son périple : Joseph Banks et Daniel Solander, botanistes et naturalistes, et l'astronome Charles Green. Ils sont accompagnés d'illustrateurs, tels Sydney Parkinson. Cette expédition aura des conséquences bénéfiques pour la science, l'astronomie, la botanique et la cartographie.
Après son périple, l’Endeavour sombre dans l'oubli. Rebaptisé Lord Sandwich, il participe aux combats durant la guerre d'indépendance des États-Unis. C'est pendant celle-ci qu'il est sabordé en 1778 en baie de Narragansett. Son épave serait retrouvée en 2016 dans la baie de Newport.
Depuis 1994, une réplique du navire est conservée dans le port de Sydney (Australie), sur le quai du National Maritime Museum. Dans le parc Sea World, également en Australie, une autre réplique est présente depuis 1972.

## Histoire du navire de 1768[2]

### Construction

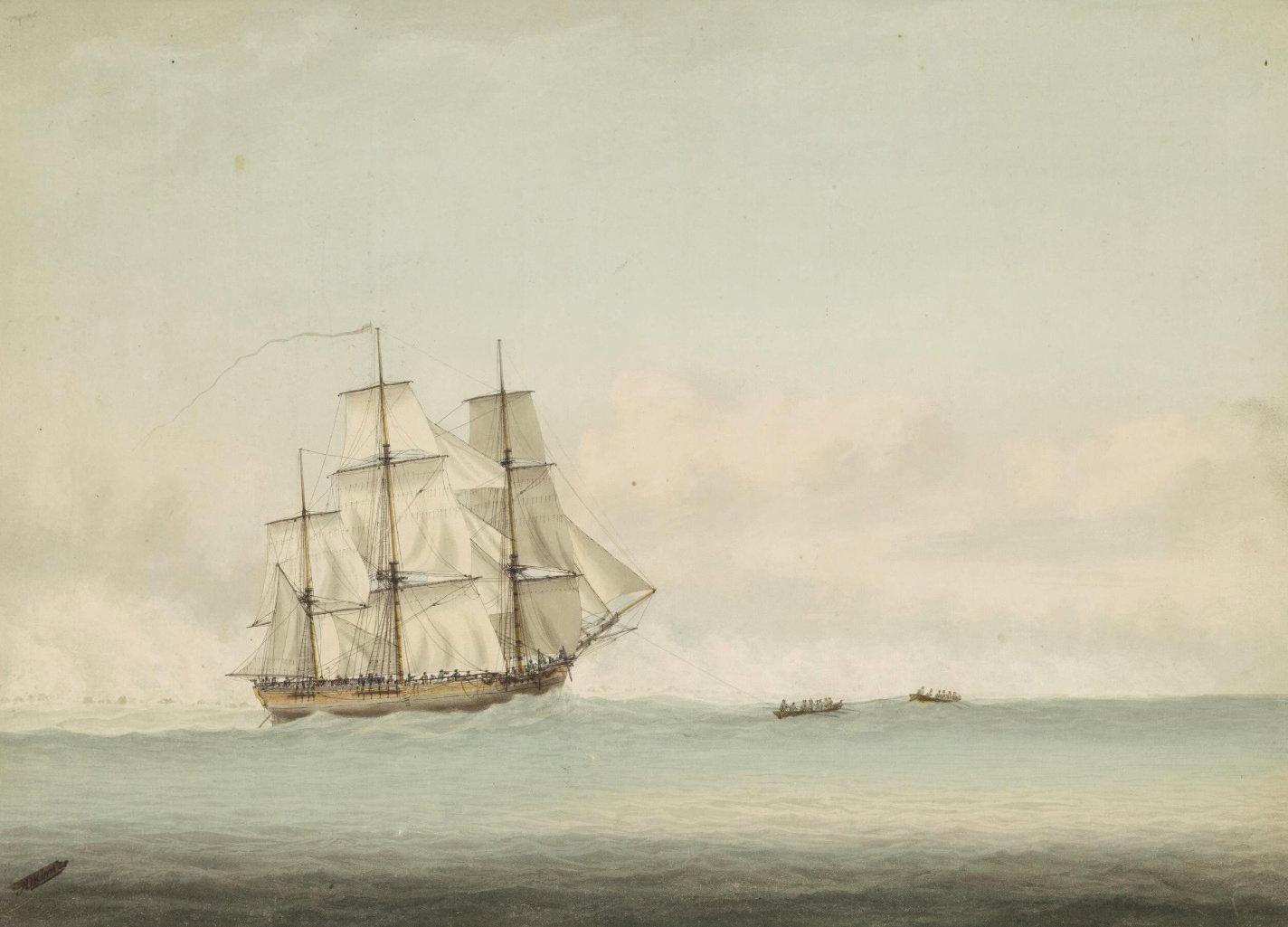
L’Endeavour naviguant le long de la côte de la Nouvelle-Hollande. Tableau de Samuel Atkins, vers 1794.

L’Endeavour est un bateau marchand lancé en juin 1764 dans le port charbonnier et baleinier de Whitby dans le North Yorkshire. Long de 106 pieds (32 m), jaugeant 368 tonneaux, il porte à l'origine le nom Earl of Pembroke et navigue essentiellement le long des côtes du Yorkshire où il transporte du charbon (Collier, charbonnier du Nord-Est de l'Angleterre).
Sa coque, comme bien d'autres navires de l'époque, est faite de chêne. Son faible tirant d'eau lui permet de naviguer dans les eaux peu profondes des estuaires tandis que la forme de sa carène permet les échouages à plat, facilitant l'embarquement et le débarquement des marchandises ainsi que les opérations de maintenance.
En 1768, James Cook, qui connaît les qualités marines et la robustesse de ce type de navire pour avoir reçu sa formation de mousse sur des unités semblables, recommande son acquisition à l'amirauté pour l'expédition dont il vient de recevoir le commandement.

### Rachat par l'Amirauté britannique
En février 1768, la Royal Society reçoit du roi George III d'Angleterre le financement permettant de mener à bien l'expédition scientifique qui aura pour but d'observer le passage de Vénus et de découvrir la Terra Australis.
À l'origine, le commandement de l'expédition devrait revenir à Alexander Dalrymple, cartographe écossais. Edward Hawke, premier lord de l'Amirauté, refuse catégoriquement qu'un civil prenne le commandement d'un navire de « Sa Majesté ». Le choix de l'Amirauté et de la Royal Society se portera sur James Cook, officier de la marine ayant de très bonnes bases en mathématiques et en cartographie. James Cook est promu lieutenant et reçoit le commandement de l'expédition.
L’Endeavour est racheté pour la somme de 2 840 £. Décemment aménagé pour accueillir les scientifiques et l'équipage afin de permettre de conduire le voyage dans les meilleures conditions, il est aussi armé de dix canons de quatre livres.

### Expédition de Cook
Le HMB Endeavour appareille de Plymouth en août 1768, avec un équipage de 94 marins dont 13 gens d'arme. Ses réserves sont prévues pour 18 mois, composées entre autres de volailles et d'une chèvre à traire. Le navire fait escale à Madère en septembre, à Rio de Janeiro, au Brésil en novembre, et double le cap Horn sans grandes difficultés en janvier 1769.
Cook et son équipage débarquent à Tahiti le 10 avril. Ils y restent trois mois, le temps d'observer le passage de Vénus, qui a lieu le 3 juin. Le 13 juillet, l’Endeavour quitte Tahiti. L'expédition traverse ensuite l'archipel de la Société.
En octobre 1769, l’Endeavour atteint la Nouvelle-Zélande, terre découverte en 1642 par le navigateur hollandais Abel Tasman. Cook reste plus de six mois en vue de la Nouvelle-Zélande dans le but de la cartographier. Il en conclut que cette terre n'est en réalité que deux îles et non la Terra Australis tant recherchée.
L’Endeavour continue son périple vers le sud-ouest pour atteindre Botany Bay (actuellement Sydney) le 28 avril. Le trois-mâts repart le 5 mai.
Durant environ quatre mois, Cook cartographie les côtes de la Nouvelle-Hollande (ainsi était autrefois nommée l'Australie). En juin 1770, le navire heurte un récif. Les dommages causés à la coque sont assez importants. L'expédition est suspendue. Des réparations sont effectuées au niveau de l'Endeavour River, sur la côte australienne.
Du 10 octobre au 26 décembre 1770, le navire fait escale à Batavia (Jakarta) pour réparations. C'est pendant cette escale qu'un grand nombre de marins décèdent de la malaria.
L'expédition se clôture le 12 juillet 1771 avec le retour de Cook en Angleterre.

### Le devenir de l’Endeavour
Largement oublié après ce voyage épique, il passa les quatre années suivantes à transporter des marchandises de marine pour les Falklands. Renommé et revendu en 1775, il retourna brièvement au service naval comme transport de troupes durant la révolution américaine et fut délibérément sabordé pour le blocus de la baie de Narragansett à Rhode Island en 1778. Son épave n'a pas été précisément localisée mais des reliques du navire, dont six de ses canons et une ancre, sont exposés dans différents musées maritimes de par le monde.
Des archéologues sous-marins du Rhode Island Marine Archaeology Project (RIMAP) cherchent depuis une dizaine d'années dans les profondeurs du port de Newport les restes d'un navire qui pourraient correspondre à ceux du HMS Endeavour.

## La réplique de 1993

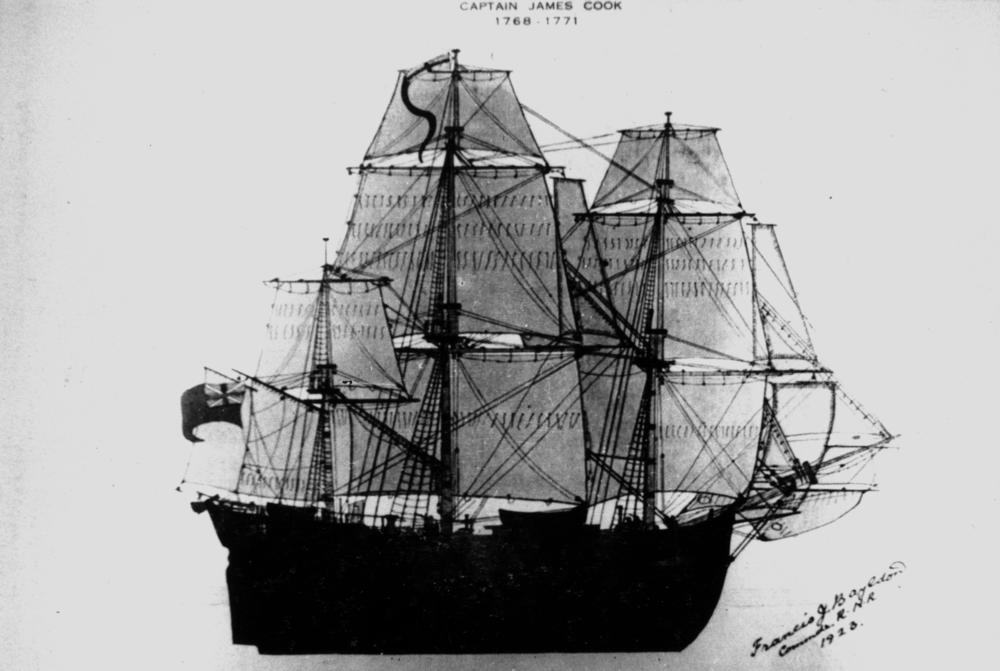
LEndeavour de James Cook.

Une réplique de l’Endeavour est construite en 1988 en bordure du port de pêche de Fremantle. Après des difficultés financières, le navire est lancé en 1993. Il est amarré au Musée national de la marine de Sydney, à côté du port de Sydney en Australie, et sert de musée à flot. En dehors des installations modernes de sécurité, la réplique réalisée est fidèle à l'original, grâce aux plans du Musée maritime de Greenwich (Londres), reproduisant même les hamacs utilisés par les marins pour dormir.

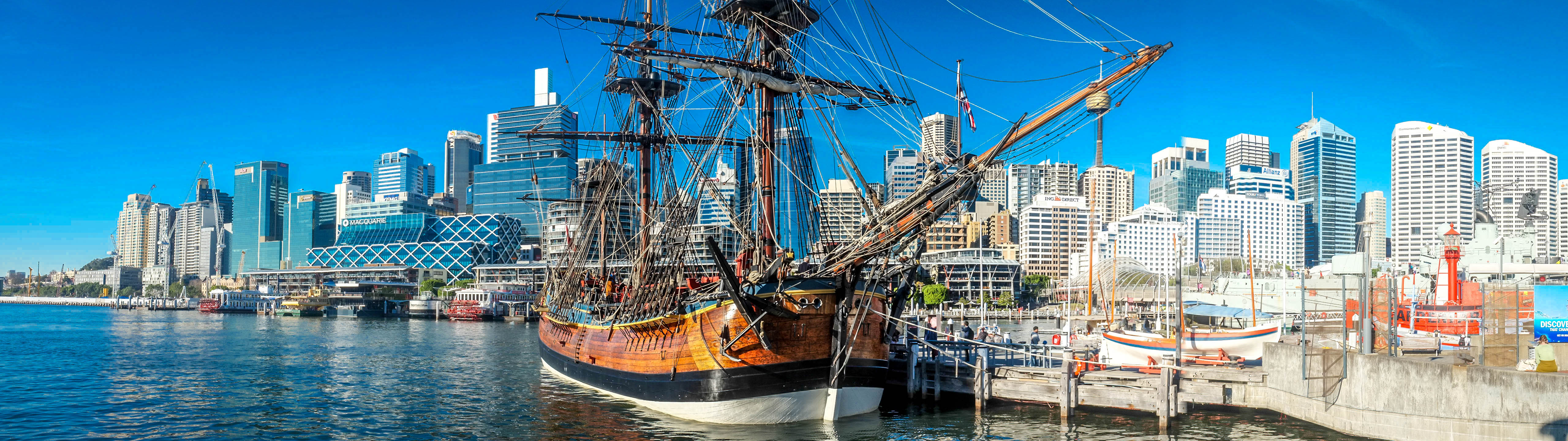
LEndeavour de 1993.

Une deuxième réplique grandeur nature de l’'Endeavour était[Quand ?] amarrée à un quai de la rivière Tees à Stockton-on-Tees avant d'être transférée[Quand ?] à Whitby. Bien qu'elle respecte les dimensions externes du navire de Cook, cette réplique n'a pas été construite avec une charpente en bois mais en acier. Elle a un pont interne de moins que l'original et n'est pas conçue pour aller en mer mais sert de lieu de promenade pour les touristes et de décor pour des activités festives[réf. nécessaire].

## Galerie photos

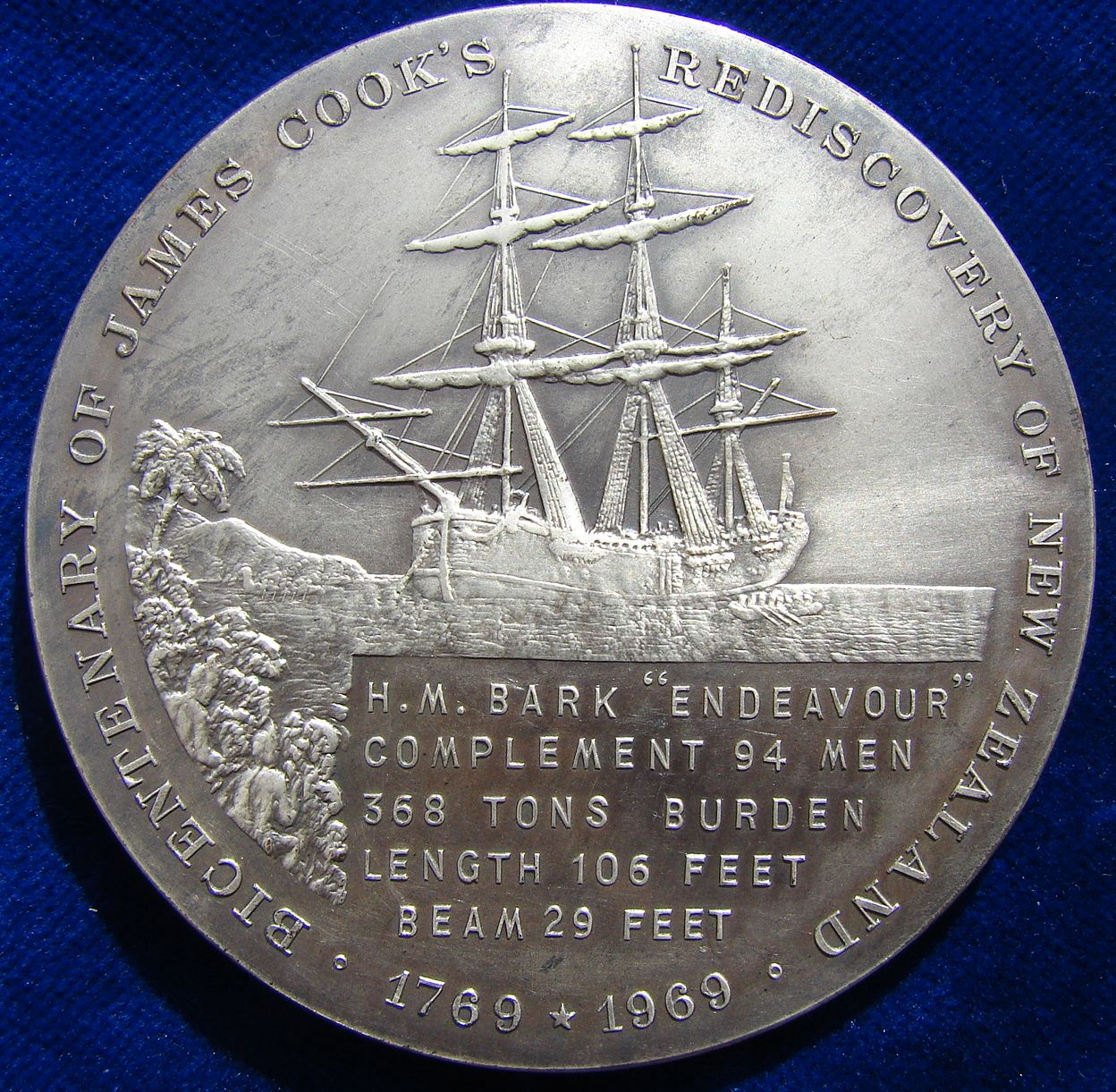
L'Endeavour au revers de la médaille d'argent commémorative de James Berry du jubilé des 200 ans de la redécouverte de la Nouvelle-Zélande en 1769.
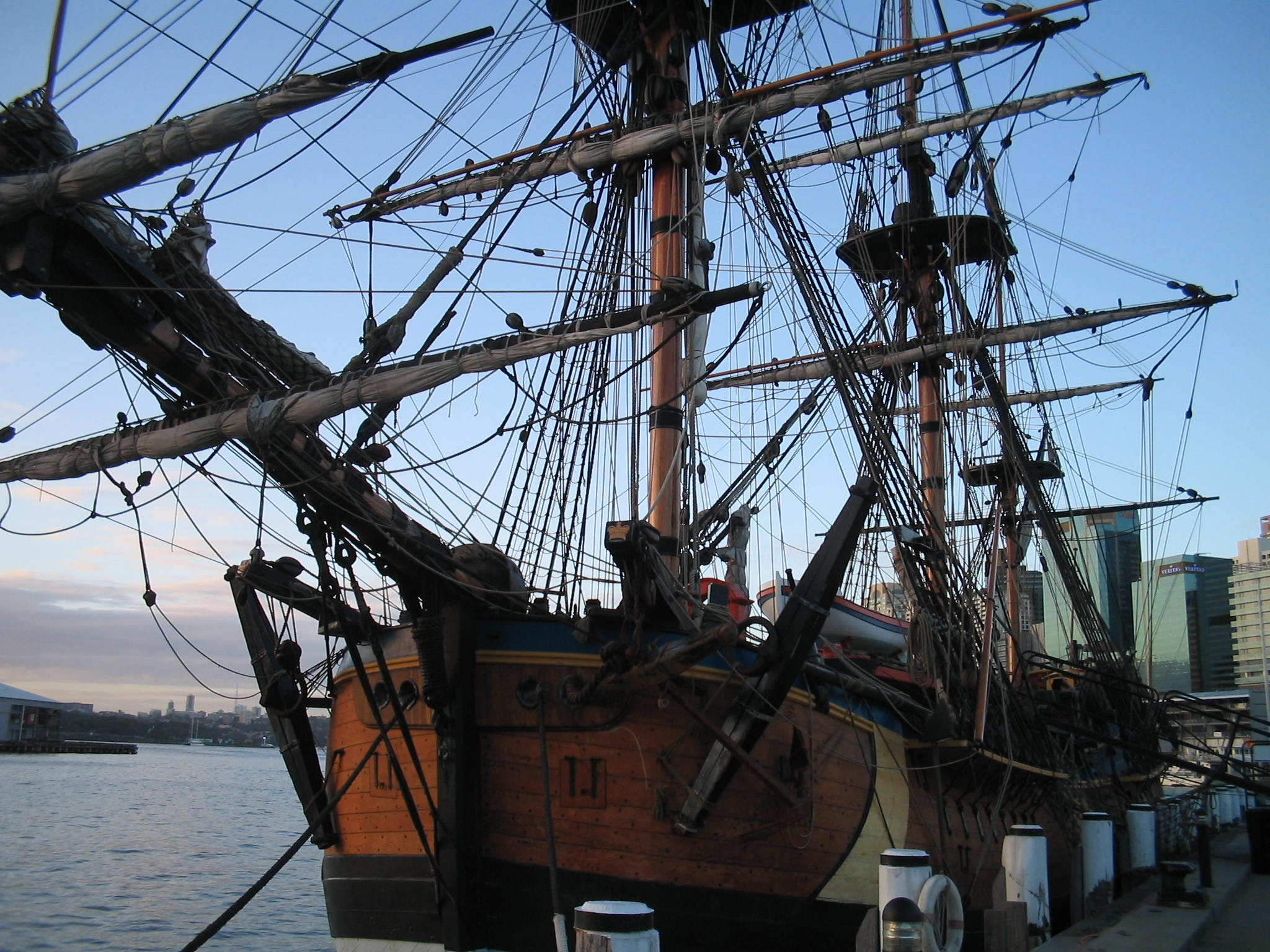
Étrave du navire de 1993.
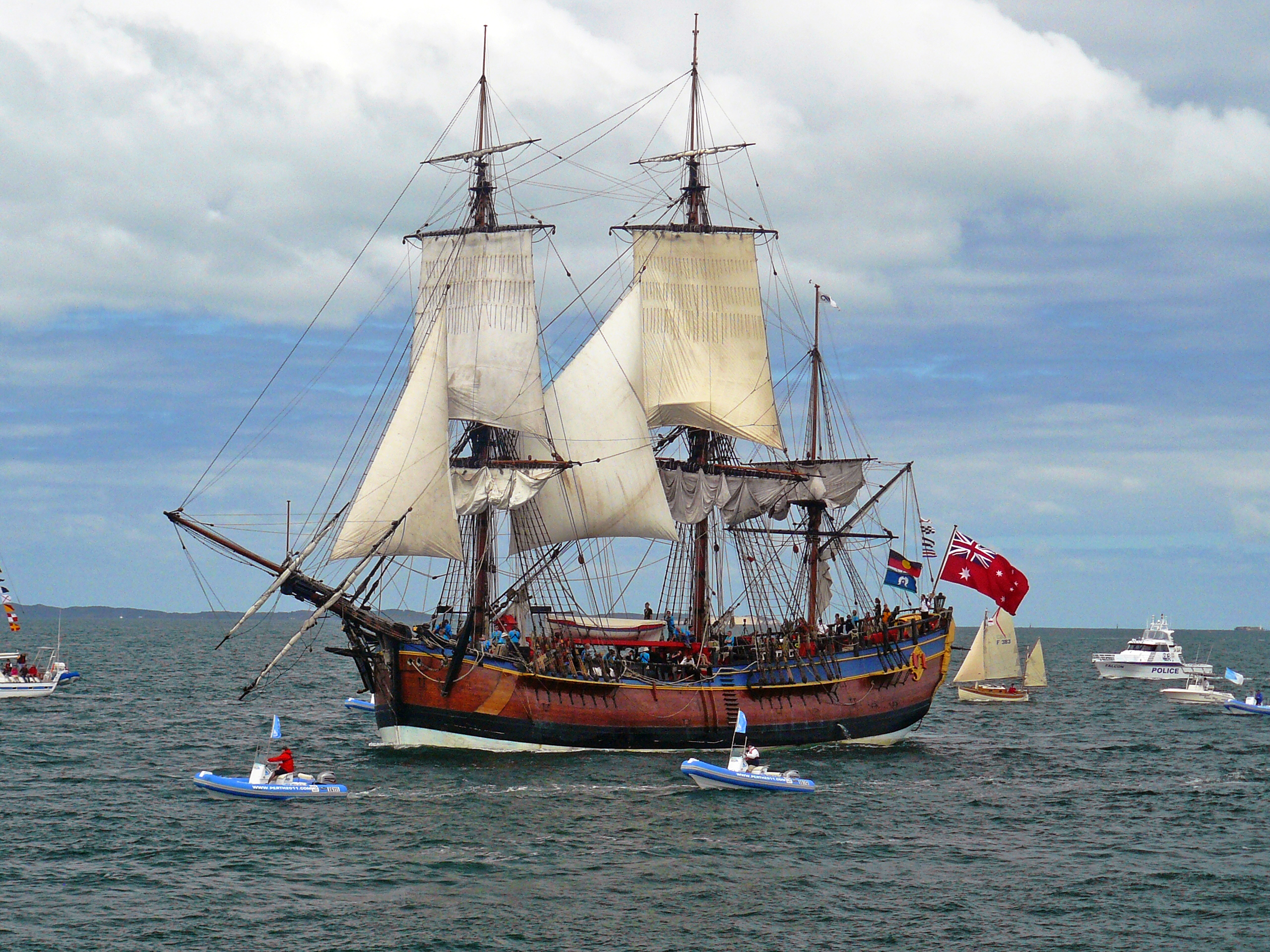
L'Endeavour quittant son site de construction à Fremantle.
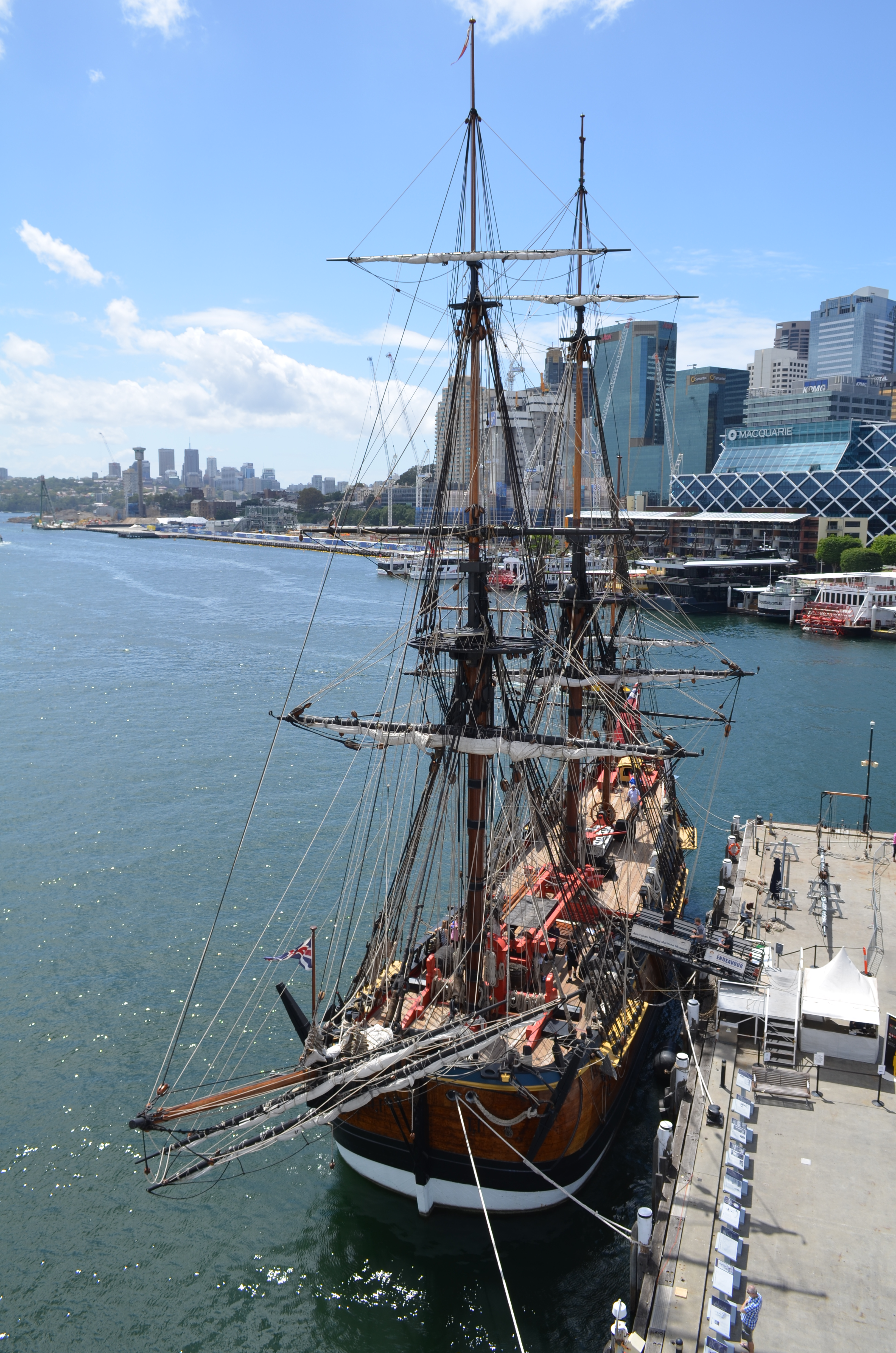
L'Endeavour à quai.
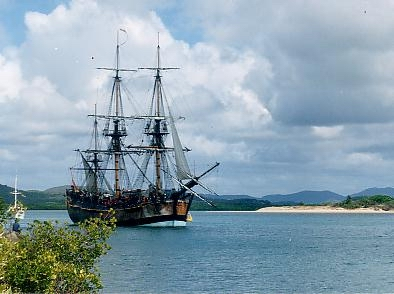
L'Endeavour à Cooktown.
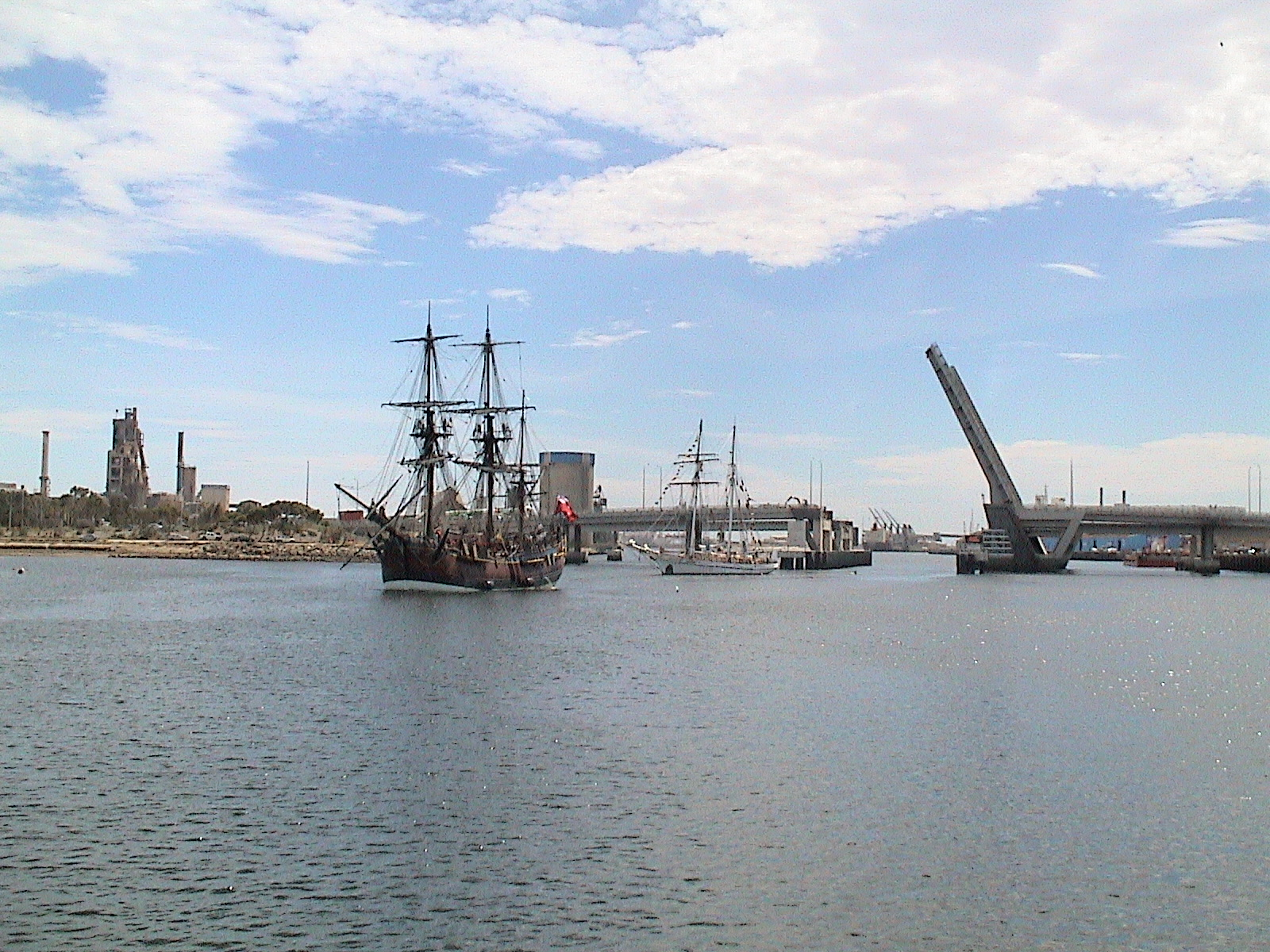
L'Endeavour à Port Adélaïde.
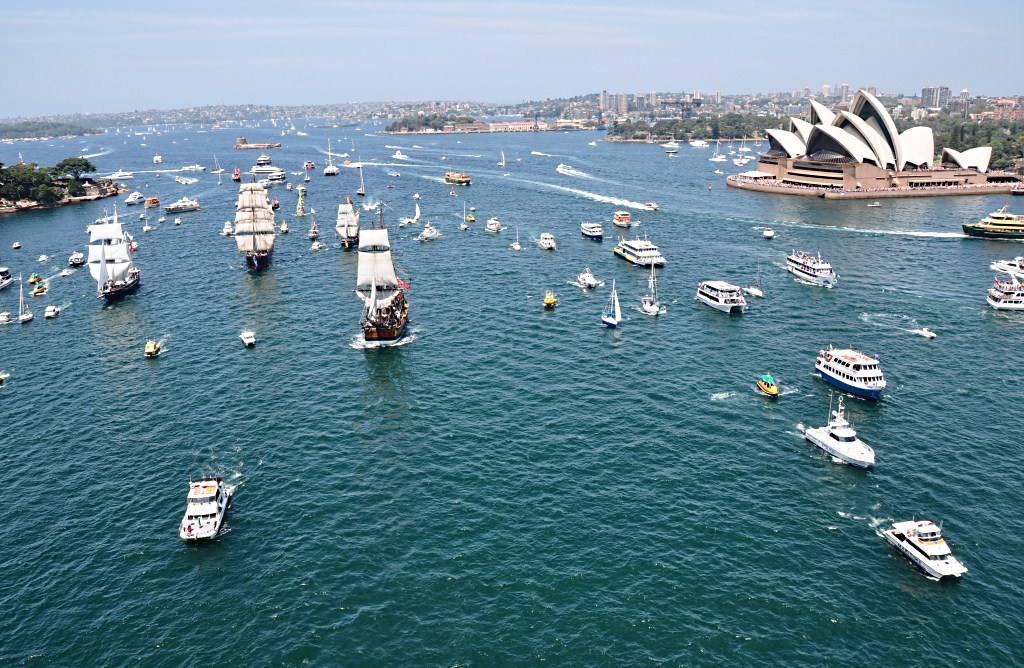
L'Endeavour en 2010 (Australia Day).
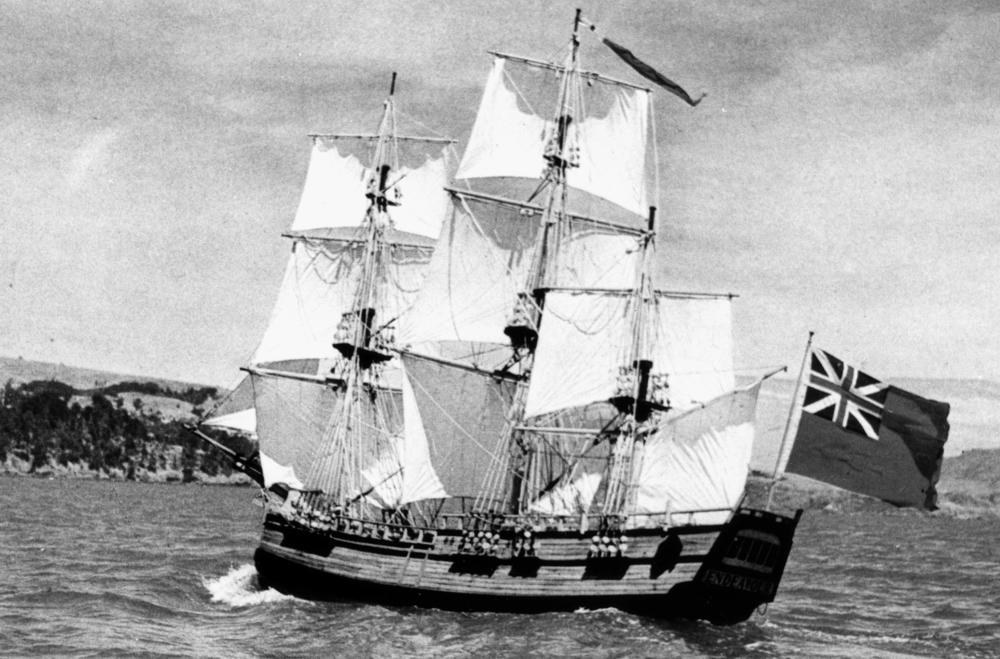
L'Endeavour (1993).
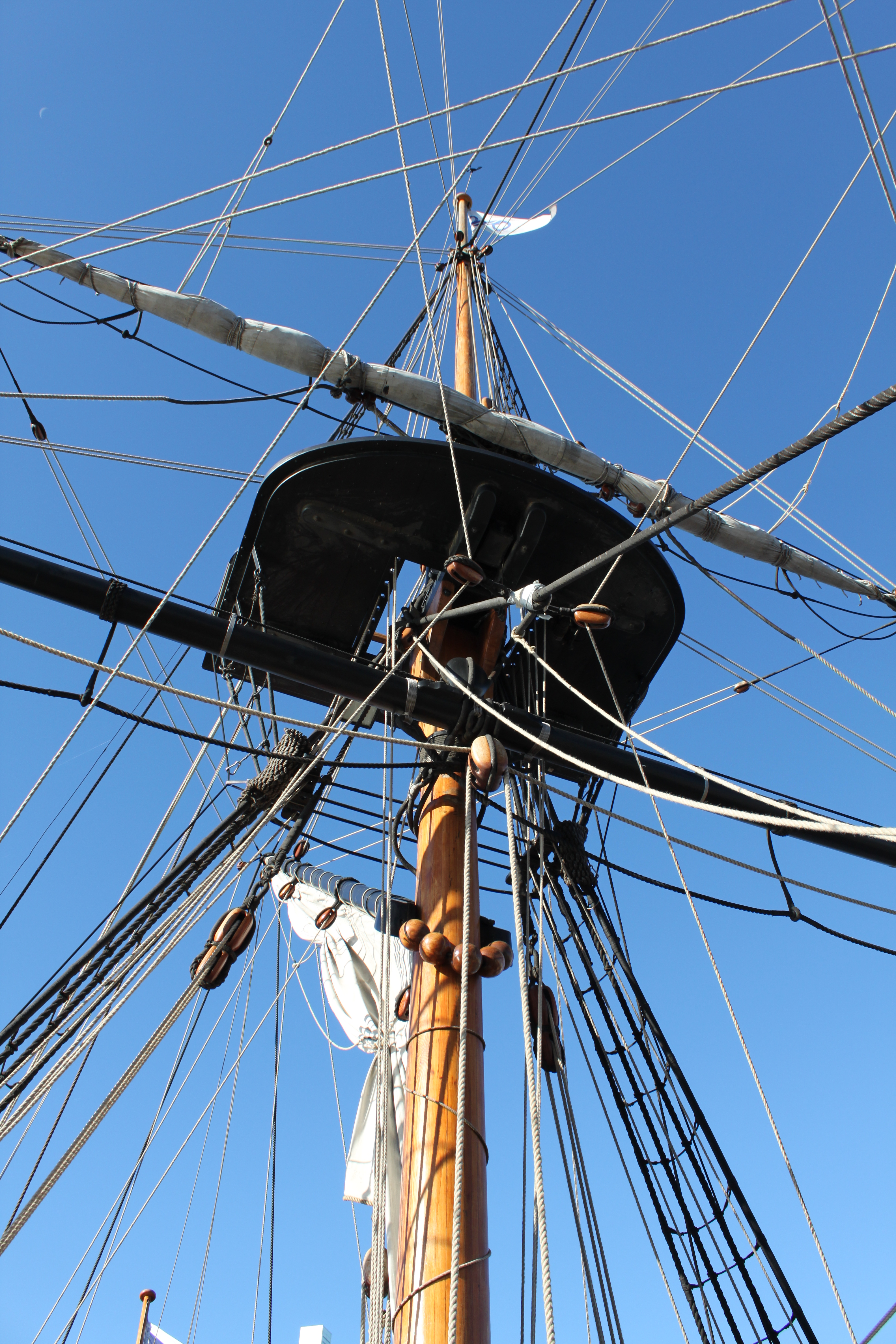
Gréement de l'Endeavour (1993).